# Курбас Степан Пилипович
Степа́н Пили́пович Ку́рбас (відомий як Степа́н Яно́вич; 28 жовтня 1862, село Куропатники, нині Бережанська міська громада, Тернопільський район, Тернопільська область — 10 вересня 1908, село Старий Скалат, нині Скалатська міська громада, Тернопільський район, Тернопільська область) — український актор різноманітного плану, режисер і співак (тенор). У 1884—1898 роках працював актором у театрі «Руської бесіди» (від 1891 року також режисер).
Чоловік актриси Ванди Яновичевої, батько режисера Леся Курбаса.

## Біографія

### Родовід
Степан Пилипович Курбас народився 28 жовтня 1862 року в селі Куропатники (нині Бережанська міська громада Тернопільського району Тернопільської області).
Родина Курбасів походила з Литви. Степанів дід Ян Курбас прийшов до Галичини в 1820-х роках і був управителем панського маєтку на Бережанщині. 1836 року в нього народився єдиний син Пилип (Степанів батько), який вивчився на священика. Спочатку був парохом у Куропатниках. Восени 1877 року він отримав нову парафію і до кінця життя служив Богові у Старому Скалаті (нині село Підволочиського району Тернопільської області). Помер Пилип Курбас 1914 року.
Крім Степана, Пилип Курбас мав ще трьох синів. Найстарший із них — Микола — став священником, жив у містечку Городок, потім у прикарпатських селах Велдіж (нині Шевченкове Долинського району Івано-Франківської області) та Ілемня (нині Рожнятівського району тієї ж області). Зіновій був на два роки молодшим від Степана (народився 1864 року), помер 18-річним у Старому Скалаті. Наймолодший Роман (народився 1883 року) працював адвокатом у Стрию, Рожнятові .
Мати Степана Курбаса — Осипа Григорівна Алескевич — прищепила синові любов до живопису та музики. Юний Степан багато читав, захоплювався грою на роялі. Навчаючись у Бережанській гімназії, брав активну участь у концертах, вечорах, студентському драматичному гуртку, співав у хорі, виконував сольні номери (мав приємний тенор).

### Театр «Руської бесіди»
1884 року залишив останній клас гімназії і став актором театру «Руська Бесіда». Звістка про те, що Степан — «бродячий комедіант» (так тоді іронічно називали артистів пересувних театрів), вкрай розгнівила його батька Пилипа, який відцурався сина. Але навіть це не зупинило Степана, який твердо вирішив присвятити себе служінню рідній культурі, хоч усвідомлював, якою важкою буде служба у галицької Мельпомени.

Ванда Яновичева

У січні 1885 року в трупу театру «Руська бесіда» прийняли 17-річну Ванду Тейхман із Чернівців, яка теж усупереч волі батьків вирішила присвятити себе драматичному мистецтву. 1886 року Ванда та Степан обвінчалися без батьківського благословіння.
Сценічні успіхи Степана примножувалися майже щоденно, особливо у лірико-героїчних ролях. Час приносив вагомі удачі — добре зіграні основні ролі у п'єсах Івана Тобілевича, Івана Франка, Панаса Мирного, Марка Кропивницького, Михайла Старицького тощо. Він успішно співав в операх «Вечорниці», «Наталка Полтавка», «Утоплена», «Циганський барон».
Степан Янович у рік народження Леся Курбаса мав у своєму репертуарі 20 ролей, з них — 10 партій у музичних виставах. Брав участь майже у кожній п'єсі, за короткий час став сформованим актором.
1890 року «Руська бесіда» запропонувала Яновичу стати режисером, узятися за постановку спектаклів. Степан Пилипович розумів, що йому бракує професійної освіти чи хоча би практики під орудою солідного майстра театральної справи. Він добився від керівництва «Руської бесіди» субсидії та 1891 року поїхав на піврічне стажування в Наддніпрянську Україну. Там приглядався до роботи Марка Кропивницького, інших режисерів. У Галичину Янович повернувся пристрасним послідовником реалістичних традицій Кропивницького.
Перші режисерські роботи Яновича не мали успіху, за що його справедливо докоряла театральна критика. 1891 року у відкритому листі до громадськості Степан Пилипович пояснив причини своїх творчих невдач у постановці окремих спектаклів. Він вбачав їх у складних матеріальних умовах, в яких змушений був працювати український театр, позбавлений частини дотації. Крім того, трупу покинуло кілька провідних акторів і музикантів.
Пізніше до Яновича прийшов успіх, він показав себе як талановитий і культурний режисер.
1893 року Степан Янович перейшов із чергового режисера на посаду головного режисера «Бесіди». Був дуже вимогливим до себе та інших майстрів.
1893 року Іван Франко у статті «Руський театр» писав про дев'ятирічний творчий шлях Яновича: «Головною силою української сцени є Янович… Янович — це для української сцени на Галичині дуже корисна сила…»
16 листопада 1893 року Степан Янович став першим виконавцем ролі Михайла Гурмана в п'єсі Івана Франка «Украдене щастя».
Акторська сім'я Яновичів жила дуже бідно, не вилазила з боргів. Її щоденне змагання з труднощами періоду соціального й національного гніту в Галичині було великим героїзмом і патріотичною самопожертвою заради рідної сцени.
Крім того, сім'я пережила чимало трагедій — померли в дитинстві два сини, а потім сімнадцятирічна дочка. Нервове перенапруження, важкі переживання і фізична втома швидко дали про себе знати.
1896 року під час гастролей у Тернополі Степан Янович тяжко захворів. Хвороба прогресувала, виснажувала, дедалі більше ламала його.

### Останні театральні роки
1897 року Степана Яновича та актора Поліщука призначили директорами театру «Руської бесіди». Між новою дирекцією та старим бюрократичним керівництвом «Руської бесіди» виник конфлікт. Янович і Поліщук із групою однодумців вийшли із трупи. У січні 1898 року Степан Янович, актор і режисер Кость Підвисоцький заснували власну трупу, яка невдовзі розпалася.
Мрія Яновича створити новий театр не збулася. Постійні злидні, моральний гніт призвели до того, що в розквіті творчих сил актор важко захворів. Дружина переконує, що йому потрібний відпочинок. Яновичі покидають сцену, їдуть до Степанових батьків до Старого Скалату.

Лесь і Нестор Курбаси

В домі батька Степан Пилипович не знаходить спокою. Весною 1898 року, залишивши дітей у Старому Скалаті, Степан Янович із дружиною та акторами Костем Підвисоцьким і С. Підвисоцьким їде до Кам'янця-Подільського. Там він працює у Літньому театрі, що розташовувався в Старому місті на Старому бульварі.
У серпні 1898 року Степан Пилипович із Кам'янця-Подільського написав листа в «Руську бесіду» з проханням знову взяти його в трупу:
| «…Закінчуються канікули, і я повинен вирішити, як мені бути далі з дітьми, что робити. Не кажу вже про те, що не можу без рідної сцени, без рідної мови, хочу повернутися додому. Ось і запитую Найсвітлійший Відділ: „Чи потрібні Найсвітлійшому Відділу наші з дружиною послуги?..“ Я зі свого боку жертвую своїм успіхом, граючи з великими українськими артистами. Є у мене декорації вартістю 600 злотих, дещо з нових п'єс, — вважаю, що мої послуги не зашкодять нашій публіці, бо совість моя чиста… Хай показують на мене пальцем ті, хто позбавив мене ні за що ні про що всього найдорожчого: честі, доброго імені та, нарешті, останніх грошей, що належать уже не мені, а моїм дітям. Сподіваюся, що Найсвітліший Відділ за мою п'ятнадцятирічну працю (майже безкорисну!) відповість на моє прохання позитивно…» |
Проте керівництво «Руської бесіди» не хотіло чути навіть імені Яновича.
Виснажений і хворий Янович у червні 1899 року добирається з Кам'янця-Подільського до містечка Товсте біля Заліщиків, де тоді гастролювали львів'яни. Тут він зустрівся з членом управи театру Миколою Заячківським. Той вислухав сповідь Яновича, пообіцяв поклопотати за нього перед керівництвом «Руської бесіди». Заячківський також порадив Степанові Пилиповичу спочатку підлікуватися, дав йому на це гроші.
Янович їде лікуватися до Львова, лягає там у лікарню. Наприкінці 1899 року він переїжджає до Перемишля, де перебивається випадковими заробітками. Коли його здоров'я поліпшилося, він написав Миколі Заячківському листа, в якому знову повідав про своє трагічне життя та тугу за театром. У листі він просив прийняти його в трупу умовно та перевірити його вміння та фізичний стан на ролі Михайла Гурмана в «Украденому щасті».
Час збігав. Листування тривало. Наприкінці 1900 року, коли директором театру був лікар Іван Гриневецький, Яновичі повернулися в трупу . Але участь Яновичів у роботі театру виявилася епізодичною. Хвороба прогресувала, фізично виснажувала Степана Яновича, тому він змушений був назавжди попрощатися з думкою про повернення на сцену.
Актриса Ганна Юрчакова згадувала, як восени 1900 року в театрі заговорили про те, що на сцену повертається талановитий актор Степан Янович з дружиною. В її пам'яті зберігся його останній виступ на сцені театру у Львові. Лебединою піснею Степана Яновича стала роль Івана в «Чорноморцях» Михайла Старицького. Ганна Юрчакова писала: «Я, зовсім ще юна тоді актриса, приглядалася, як веде роль цей актор, про якого в театрі так гарно говорили. Пригадую, Янович був нижчий зростом, ніж його син Лесь. Був він на сцені дуже природним, володів дивовижним даром перевтілення».

### Хвороба та смерть
Після 1900 року Степан Янович жив у селі Старий Скалат у будинку свого батька Пилипа Івановича Курбаса — настоятеля місцевої церкви.
Хома Водяний, товариш Леся Курбаса, згадував:
| «Як Янович перенісся до Старого Скалата, він уже був хворий. Пиятика стала для нього органічною потребою. Коли він зовсім нічого не пив, приходив напад, ним трясло, він тратив свідомість, падав, де стояв, і страшенно потерпав. Мати Леся часто сама посилала йому по горілку, щоб не бачити його мук. А що йому не давали грошей, він виносив із хати що попало, або продавав із себе щоліпше. Коли я вперше побачив його, він справив на мене страшне враження: був неголений, нечесаний, і одяг на нім був, можливо, найдранливіший, і сорочка, хоч і чиста, але полатана, такі ж черевики. Побачивши це, я зрозумів, чому Лесь ніколи не розказував про батька, ніколи не згадав його ні словом. Зрештою, коли був у «нормальнім» стані, тобто не випив забагато або нічого, тоді був зовсім хворий, але цього не видно було по ньому. Він говорив і жартував, як нормальна і високоосвічена людина, яким був насправді». |
10 вересня 1908 року Степан Янович помер у Старому Скалаті. Поховали його на цвинтарі біля церкви.

### Пам'ять
Будинок, в якому останні роки жив Степан Янович, добре зберігся до наших днів. На ньому встановлено дві меморіальні дошки: на честь Степана Пилиповича та його сина Леся Курбаса. Тут 19 лютого 1987 року, напередодні 100-річчя від дня народження Леся Курбаса, за ухвалою ЮНЕСКО відкрито його музей-садибу.

## Ролі
Головні ролі:
- Михайло Гурман, Качуркевич, Хоростіль («Украдене щастя», «Рябина», «Учитель» Івана Франка),
- Василь («Лимарівна» Панаса Мирного),
- Гнат («Безталанна» Івана Карпенка-Карого),
- Олег, Ярополк (однойменні трагедії Корнила Устияновича),
- Карл Моор («Розбійники» Й.-Ф. Шіллера) та ін.

В оперному репертуарі виконував тенорові партії:
- Вакула, Петро («Різдвяна ніч», «Наталка Полтавка» Миколи Лисенка),
- Барінкая («Циганський барон» Й. Штрауса),
- Андрій («Запорожець за Дунаєм» Семена Гулака-Артемовського) та ін.

Режисура вистав:
- «Мартин Боруля», «Сто тисяч» Івана Карпенка-Карого та ін.